# Магерів (гміна)
Гміна Маґєрув — колишня (1934—1939 роки) сільська ґміна Равського повіту Львівського воєводства Польської республікиз центром ґміни у селі Магерів.
1 серпня 1934 року було створено ґміну Маґєрув у Равському повіті. До неї увійшли сільські громади: Біла, Городжів, Кам'яна Гора, Лавриків, Магерів, Манастирек, Окопи, Погарисько, Замок.
У 1934 році територія ґміни становила 198,78 км². Населення ґміни станом на 1931 рік становило 13079 осіб. Налічувалося 2384 житлові будинки.
Відповідно до Пакту Молотова — Ріббентропа 26 вересня територія ґміни була зайнята СРСР. Ґміна ліквідована у 1940 році у зв'язку з утворенням Кам'янко-Волошського району.